# 神高丸 (2代)
神高丸（しんこうまる）は、日本海運が運航していたフェリー。本項目では、1989年に就航した2代目を取り扱う。

## 概要
神高丸 (初代)の代船として福岡造船で建造され、1989年11月18日に就航した。
1995年に発生した阪神・淡路大震災では、同航路で運航されていた六甲丸、生駒丸、こんぴら2、りつりん2、神戸丸の各船と合わせて1月24日から2月2日まで入浴施設の提供を行った。
1998年9月30日の航路廃止により係船された。
2000年に台湾に売却され、CHOONHYANGとなった。
その後、2003年にギリシャのen:Strintzis Ferriesに売却されてEPTANISSOSとなり、2003年3月から8月まで改装を受けた後、就航した。
2012年10月、Strintzis Ferriesの倒産により係船された。
2015年4月、en:Fast Ferries (Greece)に売却されて、FAST FERRIES ANDROSとなり、全般的な改装を受け、2015年8月からラフィナとミコノスを結ぶ航路に就航している。

### 航路
日本海運（ニュージャンボフェリー）
- 神戸港（東神戸フェリーセンター） - 高松東港

四国フェリーの神戸丸（3代）とともに運航された。
Strintzis Ferries
- キリニ・パトラス - ケファロニア

Fast Ferries
- ラフィナ（英語版） - シロス - ティノス - ミコノス
- ラフィナ - ティノス - ミコノス
- ラフィナ - アンドロス - ティノス - ミコノス

## 設計
海外売船後、船尾へ船室が増設され、ランプウェイも改造された。
2015年の改装時にフィンスタビライザーが装備された。

## 事故・インシデント

### 機関損傷
1993年9月22日、8時8分ころ、高松港から神戸港へ向かっていた本船は、高松港出港直後に、機関室を見回り中の操機長が左舷減速機ケーシングの変色変形および軸受部の塗料焼損を発見したため、左舷主機を停止、右舷主機のみで航行を継続して神戸港に入港した。左舷減速機は出力軸の軸受が焼損しており、製造メーカーの工場に搬入の上、修理を行って復旧した。軸受焼損の原因は、9月13日から21日にかけて定期検査で常石造船に入渠して左舷減速機の出力軸などを修理した際、軸芯の調整が行われず減速機出力軸の軸受が発熱したためであった。修理は出力軸を中間軸と接続したまま吊り上げて研磨修正するもので、軸芯調整が行われないまま主機が運転されたため、振れ回った軸により軸受メタルが発熱、焼き付いてずれたメタルにより潤滑油が遮断されたことでさらに過熱され、メタルは溶損、ケーシングが変形した。